# Ibn Bassam
Ibn Bassam de Santarén (Ibn Bassām Aššantarīnī) fue un escritor e historiador musulmán natural de Santarén, que vivió en la península ibérica, en el siglo XII.

## Obra
En su obra Aḏḏaḫīrah fī maḥasin ahl alǧazīrah, comúnmente conocida como Dajira ('Tesoro de las hermosas cualidades de la gente de la península'), recoge hechos históricos de la Taifa de Sevilla y de hazañas del Cid Campeador, pero también de Portugal y del Levante español, contados a través de autores musulmanes; por lo que a Ibn Bassam se le cita como antólogo. 
Como obras propias se conocen el Collar de perlas y el Libro de la Columna.
El arabista holandés Dozy, se basó en parte en los relatos de Ibn Bassam para su obra de 1861, Historia de los musulmanes de España hasta la conquista de Andalucía por los almorávides.